# 1947 في بيرو
فيما يلي قوائم الأحداث التي وقعت خلال عام 1947 في بيرو.

## سياسة

### تعيين في المنصب
- 12 يناير – مانويل أ. أودريا وزير الداخلية  [لغات أخرى]‏.

## مواليد

### فبراير
- 16 فبراير – جونزالو غارسيا سياسي بيروفي.

### مارس
- 28 مارس – أوزوالدو راميريز لاعب كرة قدم بيروفي.

## وفيات

### يوليو
- 15 يوليو – خوليو لوريس (مواليد 1908) لاعب كرة قدم بيروفي.

### أغسطس
- 3 أغسطس – خوسيه باردو ذ باريدا (مواليد 1864) سياسي بيروفي.